# Uroczystość św. Błażeja, patrona Dubrownika
Uroczystość św. Błażeja, patrona Dubrownika (chorw. Festa Sv. Vlaha, zaštitnika Dubrovnika) – odbywające się nieprzerwanie od 972 roku coroczne obchody wspomnienia liturgicznego Błażeja z Sebasty, świętego kościoła katolickiego, patrona miasta Dubrownika w Chorwacji.
W 2009 roku tradycja wpisana została na listę reprezentatywną niematerialnego dziedzictwa kulturowego. Figuruje również w Rejestrze Dóbr Kultury Republiki Chorwacji (chorw. Registar kulturnih dobara Republike Hrvatske) – nr rej. Z-3236.

## Historia

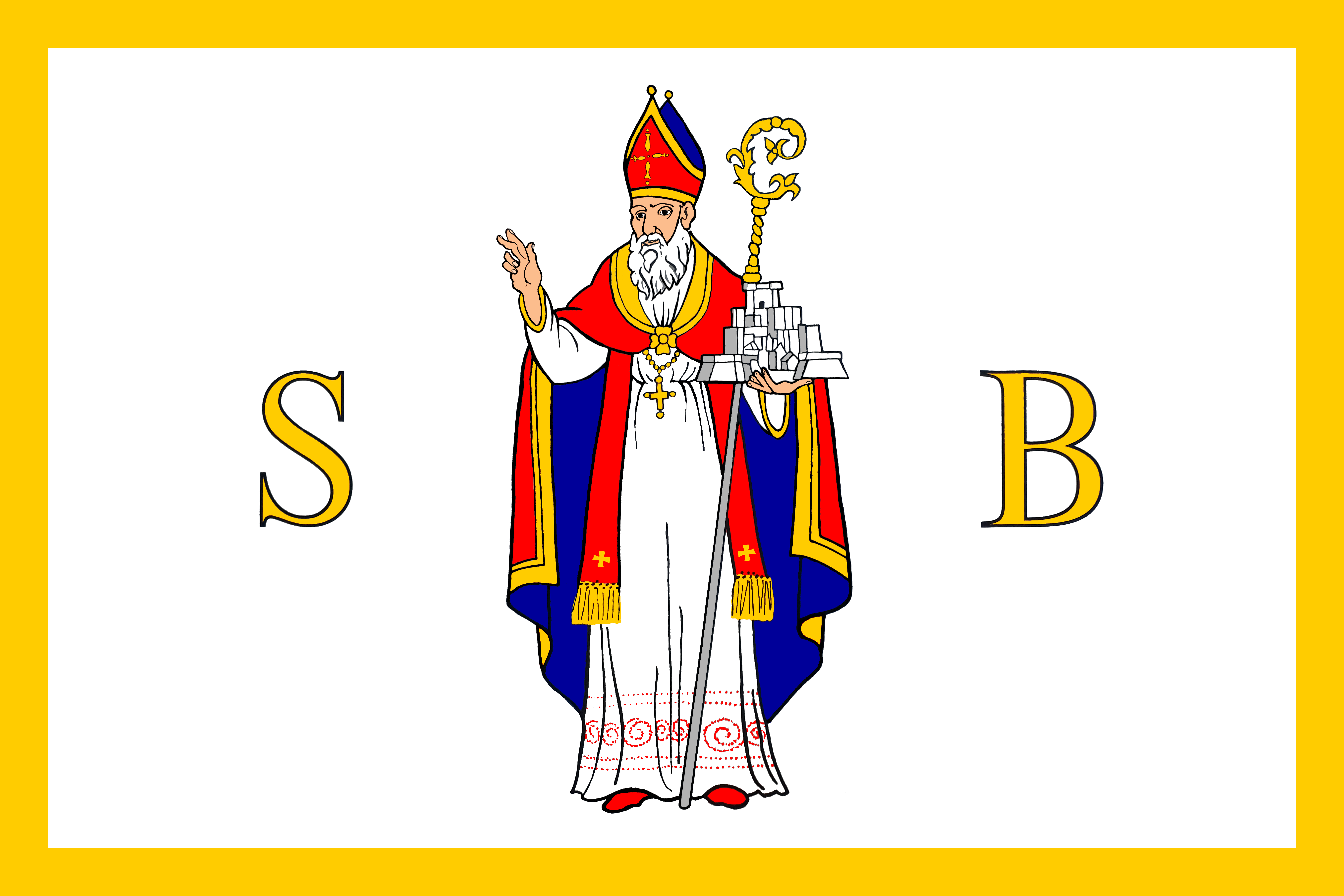
Flaga Dubrownika z wizerunkiem św. Błażeja

Święto Dubrownika (Raguzy) wraz z uroczystościami ku czci jego patrona, św. Błażeja, obchodzone jest już od 972 roku. Wiąże się ono z legendą, według której w tym właśnie roku flota Republiki Weneckiej zakotwiczyła w pobliżu miasta z zamiarem jego zdobycia, choć oficjalnym pretekstem miało być uzupełnienie zapasów żywności. Święty Błażej miał się ukazać we śnie jednemu z dubrownickich księży i ostrzec go przed prawdziwymi zamiarami Wenecjan, dzięki czemu w porę udało się przygotować obronę miasta i odeprzeć atak wroga. Od tej pory mieszkańcy Dubrownika zaczęli czcić Błażeja z Sebasty jako patrona swojego miasta (wcześniejszymi patronami Dubrownika byli Sergiusz i Bakchus), a setki lat później w miejscu starej romańskiej świątyni wznieśli okazały kościół św. Błażeja (współcześnie barokowy).
Uroczystość św. Błażeja świętowali nie tylko mieszkańcy samego miasta, ale i całej Republiki Raguzy. Było to na tyle ważne wydarzenie, że nawet przestępcy i skazańcy mogli bez konsekwencji przebywać w mieście dwa dni przed i dwa dni po święcie. Tzw. „Wolność św. Błażeja” (chorw. Sloboština sv. Vlaha) była później wydłużona do siedmiu dni przed i po uroczystościach.
Obchody święta na przestrzeni wieków ulegały modyfikacjom, a we współczesnej formie odbywają się od 1190 roku.

## Charakterystyka

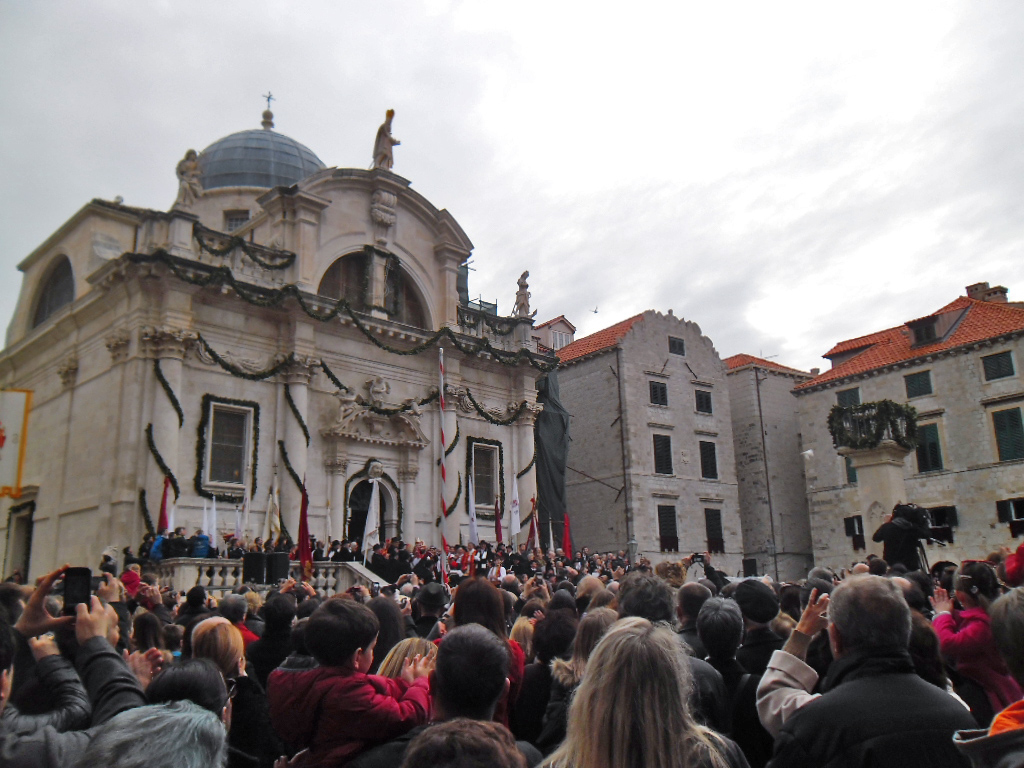
Wypuszczanie gołębi sprzed kościoła św. Błażeja, 2 lutego 2014

Obchody święta św. Błażeja rozpoczynają się już 2 lutego, w przeddzień wspomnienia świętego, w Święto Ofiarowania Pańskiego. Wieczorem tego dnia rozbrzmiewają dzwony we wszystkich kościołach miasta, na znak pokoju podczas odbywającej się przed kościołem św. Błażeja ceremonii wypuszczane są gołębie, na Kolumnę Rolanda wciągana jest zaś flaga z wizerunkiem świętego, a wierni gromadzą się na modlitwach o zdrowie gardła (św. Błażej uchodzi również za orędownika w chorobach tego narządu).
Następnego dnia, 3 lutego, po uroczystej mszy w kościele św. Błażeja, ulicami miasta (w tym jego główną promenadą – Stradunem) przechodzi uroczysta procesja prowadzona przez tzw. festanjuli, w której udział biorą sztandarowi niosący chorągwie poszczególnych dubrownickich parafii, dostojnicy kościelni, goście honorowi, przedstawiciele władz miasta oraz jego mieszkańcy, często ubrani w odświętne, bogato zdobione stroje ludowe. Wierni odśpiewują tradycyjny hymn Čuj, sveti Vlaho naš (pol. „Usłysz nas, nasz święty Błażeju”). W procesji niesiona jest figura i relikwie św. Błażeja, a także najcenniejsza dubrownicka relikwia – przepaska biodrowa Jezusa (Isusova pelenica), o której pierwsze wzmianki pochodzą z 1030 roku i w którą rzekomo miał być owinięty Jezus Chrystus.
W czasie święta śpiewane są ludowe pieśni, tańczy się regionalny taniec linđo, odbywają się uroczystości religijne, a także widowiska artystyczne i kiermasze z wyrobami tradycyjnego rzemiosła, w tym z bronią palną, której trombunjeri używają w czasie uroczystości do oddawania salw. Serwowane są także tradycyjne lokalne potrawy, takie jak šporki makaruli.